# 1385
| [ Edytuj tabelę ]                          |                                                                   |
| Król Polski                                | - 1384 Jadwiga Andegaweńska 1399                                  |
| Współksiążęta Andory                       | - 1370 Berenguer d'Erill i de Pallars 1387 - 1343 Gaston III 1391 |
| Król Anglii                                | - 1377 Ryszard II 1399                                            |
| Król Aragonii i Walencji, hrabia Barcelony | - 1336 Piotr IV Aragoński 1387                                    |
| Władca Azteków                             | - 1376 Acamapichtli 1395                                          |
| Elektor Brandenburgii                      | - 1378 Zygmunt Luksemburski 1388                                  |
| Książę Bawarii-Ingolstadt                  | - 1375 Stefan III 1413                                            |
| Książę Bawarii-Landshut                    | - 1375 Fryderyk 1393                                              |
| Książę Bawarii-Monachium                   | - 1375 Jan II 1397                                                |
| Książę Burgundii                           | - 1364 Filip II Śmiały 1404                                       |
| Cesarz Bizancjum                           | - 1379 Jan V Paleolog 1390                                        |
| Car Bułgarii                               | - 1371 Iwan Szyszman 1393 - 1356 Iwan Stracimir 1396              |
| Cesarz Chin                                | - 1368 Hongwu 1398                                                |
| Król Cypru                                 | - 1382 Jakub I 1398                                               |
| Król Czech                                 | - 1378 Wacław IV Luksemburski 1419                                |
| Król Danii                                 | - 1376 Olaf Haakonsson 1387                                       |
| Władca Egiptu                              | - 1382 Barkuk 1389                                                |
| Cesarz Etiopii                             | - 1382 Dawid I 1413                                               |
| Król Francji                               | - 1380 Karol VI 1422                                              |
| Król Gruzji                                | - 1360 Bagrat V Wielki 1393                                       |
| Hrabia Holandii                            | - 1358 Albert 1404                                                |
| Cesarz Japonii                             | - 1383 Go-Kameyama 1392                                           |
| Kalif                                      | - 1383 Al-Wathiq II 1386                                          |
| Król Kastylii i Leónu                      | - 1379 Jan I 1390                                                 |
| Patriarcha Konstantynopola                 | - 1379 Nil Kerameus 1388                                          |
| Władca Korei                               | - 1374 U 1388                                                     |
| Wielki książę litewski                     | - 1382 Jagiełło 1400                                              |
| Cesarz Majapahitu                          | - 1350 Hajam Wuruk 1389                                           |
| Sułtan Maroka                              | - 1384 Muhammad IV 1386                                           |
| Książę Mediolanu                           | - 1354 Bernabò 1385 - 1378 Giovanni Galeazzo 1402                 |
| Wielki książę moskiewski                   | - 1359 Dymitr Doński 1389                                         |
| Król Nawarry                               | - 1349 Karol II Zły 1387                                          |
| Król Norwegii                              | - 1380 Olaf Haakonsson 1387                                       |
| Elektor Palatynatu                         | - 1356 Ruprecht I 1390                                            |
| Papież awinioński                          | - 1378 Klemens VII 1394                                           |
| Papież                                     | - 1378 Urban VI 1389                                              |
| Król Portugalii                            | - 1383 Jan I (regent) 1385 - 1385 Jan I 1433                      |
| Cesarz Rzymski (niemiecki)                 | - 1378 Wacław IV Luksemburski 1400                                |
| Książę Serbii                              | - 1371 Łazarz I Hrebeljanović 1389                                |
| Elektor Saksonii                           | - 1370 Wacław 1388                                                |
| Król Szkocji                               | - 1371 Robert II 1390                                             |
| Król Szwecji                               | - 1364 Albrecht Meklemburski 1389                                 |
| Król Tajlandii                             | - 1370 Pha Ngua 1388                                              |
| Sułtan Turków                              | - 1360 Murad I 1389                                               |
| Doża Wenecji                               | - 1382 Antonio Veniero 1400                                       |
| Król Węgier                                | - 1382 Maria Andegaweńska 1395 - 1385 Karol II 1386               |
| Wielki mistrz zakonu krzyżackiego          | - 1382 Konrad Zöllner von Rotenstein 1390                         |

Rok 1385 / MCCCLXXXV
stulecia: XIII wiek ~
XIV wiek ~
XV wiek

lata: 1375 «
1380 «
1381 «
1382 «
1383 «
1384 «
1385
» 1386
» 1387
» 1388
» 1389
» 1390
» 1395

## Wydarzenia w Polsce
- 30 kwietnia – Bisztynek otrzymał prawa miejskie.
- 14 sierpnia – w Krewie zawarto umowę pomiędzy Władysławem Jagiełłą a panami polskimi i królową węgierską Elżbietą. W umowie tej Jagiełło decydował się na przyjęcie chrztu z Polski, a w zamian za spłacenie zobowiązań finansowych związanych z umową małżeńską Jadwigi, uwolnienie jeńców i przyrzeczenie odzyskania wszystkich ziem, które Polska do tej pory utraciła, miał poślubić Jadwigę i zostać królem Polski (unia w Krewie).

## Wydarzenia na świecie
- 6 kwietnia – Jan I został królem Portugalii.
- 12 kwietnia – podwójne wesele w Cambrai: 20-letni Wilhelm II Bawarski ożenił się z 10-letnią Małgorzatą Burgundzką, córką księcia Burgundii Filipa II Śmiałego, a 13-letni Jan bez Trwogi, brat Małgorzaty Burgundzkiej z 22-letnią Małgorzatą Bawarską, siostrą Wilhelma II Bawarskiego.
- 14 sierpnia – bitwa pod Aljubarrota między wojskami portugalskimi a kastylijskimi.

## Urodzili się
- Thomas Ebendorfer, niemiecki historyk.
- John FitzAlan, angielski szlachcic.
- Jan van Eyck, niderlandzki malarz.

## Zmarli
- 28 czerwca – Andronik IV Paleolog, cesarz bizantyjski (ur. 1348)